# Jacques Pernetti
Pour les articles homonymes, voir Pernety.
Jacques Pernety, ou « Pernetti », né à Lyon le 28 octobre 1696 et mort à Paris le 21 janvier 1777, est un historiographe de Lyon.
Pernetti fut chanoine de la cathédrale de Lyon et prêtre attaché à cette église primatiale Saint-Jean, au chapitre duquel il appartient. Passionné par l’histoire naturelle et par les antiquités, il fut un des membres les plus actifs de l’Académie des sciences, belles-lettres et arts de Lyon,.
Il était l'oncle d'Antoine-Joseph Pernety.
Il fut le précepteur de Jean-Nicolas de Boullongne et de Marc Antoine Louis Claret de La Tourrette.

## Publications
- Abus de l’éducation sur la piété, la morale et l’étude, Paris, Veuve d'Antoine-Urbain Coustelier, 1728.
- Le repos de Cyrus ou l’histoire de sa vie depuis sa seizième année jusqu'à la quarantième année, Paris Briasson, 1732.
- Lettres philosophiques sur les physionomies, La Haye, Jean Neaulme, 1746.
- Conseils de l’amitié à Ariste, Paris, Guérin, 1746 ; Lyon, Frères De Ville, 1747.
- Histoire de Favoride, Genève, Barrillot et fils, 1750.
- Recherches pour servir à l'histoire de Lyon, ou les Lyonnais dignes de mémoire, Lyon, Frères Duplain, 1757.Son dictionnaire contient de nombreuses notices et anecdotes curieuses.
- Essais sur les cœurs, 1765